# 111 Murray Street
Il 111 Murray Street è un grattacielo residenziale situato nel quartiere di Tribeca (infatti noto anche come 111 Tribeca) a Manhattan.

## Storia
La costruzione, iniziata nel 2015, è termininata nel 2018. Raggiunge un'altezza di 241 m con 58 piani e contiene 156 appartamenti.